# Länsväg 372
Länsväg 372 är en väg mellan Rönnskärsverken vid Skelleftehamn och Skellefteå, via Ursviken. Vägen är 22 kilometer lång.

## Sträckning
Vägen börjar vid grindarna till Rönnskärsverken på ön Rönnskär i Skellefteå skärgård. En bro över Kejsar Ludwigs kanal leder till de sammanväxta öarna Hamnskär och Kallholmen där Skellefteås uthamn ligger. Tidigare gick passagerarfärjor härifrån till Karleby och Jakobstad i Finland. Sveriges inträde i EU och de efterföljande nya tax-freereglerna gjorde dock linjerna olönsamma.
Därefter passerar vägen över det smala sundet Lappstrupen mellan Kurjoviken och Killingörsviken, och strax därefter bibanan Bastuträsk - Skellefteå - Rönnskär. Skelleftehamn passeras med järnvägsstationen till vänster och huvuddelen av bostadsbebyggelsen till höger. Efter Skelleftehamn finns en nästan fullständig trafikplats med en avtagsväg som leder över den långa Sundgrundsbron (byggd 1973) till Örviken och vidare till E4 strax norr om Bureå.
Ursviken är Skellefteå kommuns näst största tätort, och ligger långsträckt längs en fem kilometer lång sträcka av Skellefteälvens utlopp och Ursvikenfjärden. Efter Ursviken går vägen i en relativt ny sträckning norr om Bergsbyn och når därefter Skellefteå via industriområdet i Hedensbyn och villastadsdelen Morön. Vid trafikplatsen med E4 byter vägen nummer till riksväg 95.

## Vägutformning
Vägen består till största delen av tvåfilig väg av nio till 13 meters bredd. En kort bit genom Ursviken är vägen fyrfilig.

## Planerad utbyggnad
Fyra nya rondeller planerades 2010. Två, i korsningarna med Mullbergsvägen/Grenvägen och Risbergsgatan byggdes kort därefter. Den tredje vid Svedjevägen byggdes under 2019-2020, och den fjärde vid Östra Leden ska byggas senare.
Vägen är en av Västerbottens mest trafikerade vägar och har sina ändpunkter i kommunens största enskilda arbetsplats, Rönnskärsverken med cirka 1000 anställda, och kommunens centralort Skellefteå. De fyra tätorterna Skellefteå, Bergsbyn, Ursviken och Skelleftehamn har tillsammans cirka 45 000 invånare på en sträcka mindre än två mil.

## Historik
Dagens väg är utbyggd i etapper under 1960- till 1980-talen. Vägen mellan Skellefteå och Skelleftehamn blev 1939 Västerbottens första längre sträcka som asfalterades.

## Trafikplatser och korsningar
|  |  | Trafikplats Skellefteå | E4 Sundsvall Haparanda; 95 Arvidsjaur Bodø |